# Тит Квинкций Капитолин Барбат (трибун 405 пр.н.е.)
Вижте пояснителната страница за други значения на Тит Квинкций Капитолин Барбат.
Тит Квинкций Капитолин Барбат (на латински: Titus Quinctius Capitolinus Barbatus) е политик на Римската република през 5 век пр.н.е.

## Биография
Произлиза от патрицианския gens Квинкции. Син е на Тит Квинкций Капитолин Барбат (консул 421 пр.н.е.) и внук на Тит Квинкций Капитолин Барбат (шест пъти консул от 471 пр.н.е. до 439 пр.н.е.).
През 405 пр.н.е. той е вероятно консулски военен трибун.